# Мехмед Решид паша Мектубизаде
Мехмед Решид паша Мектубизаде (на турски: Mehmed Reşid Paşa, Mektubizade) е османски офицер и чиновник.

## Биография
Роден е в 1868 година. След Младотурската революция от август 1908 до ноември 1910 година е валия на Одринския вилает. От ноември 1910 до януари 1912 година е валия на Битолския вилает. В 1912 – 1912 година е валия на Анкара, в 1913 – 1915 – на Кастамону, а в 1919 – 1920 г. – на Сивас.
Умира в 1924 година.